# Équipe d'Espagne de football à la Coupe du monde 1934
L'équipe d'Espagne de football participe à sa première Coupe du monde de football lors de l'édition 1934 qui se tient dans le royaume d'Italie du 27 mai 1934 au 10 juin 1934.
Portée par l'enthousiasme et le succès de la précédente édition de 1930, trente-deux équipes s'inscrivent. Un tour préliminaire inédit est organisé et les seize qualifiés, dont l'Espagne, jouent la phase finale.
L'équipe d'Espagne bat en huitièmes de finale l'équipe du Brésil avant d'être éliminée en quarts-de-finale par l'équipe d'Italie, pays hôte et futur champion du monde.

## Phase qualificative
L'Espagne et le Portugal se rencontrent dans le groupe 2, en matchs aller-retour. Le match aller se déroule sur le sol espagnol au Stade de Chamartín à Madrid. L'Espagne gagne sur un score de 9-0 dont cinq buts inscrits par Isidro Lángara. Le match retour a lieu au stade de la Luz à Lisbonne et se solde sur un seconde victoire espagnole par deux buts à un. L'Espagne se qualifie pour la Coupe du monde grâce à un score cumulé de 11-1.

## Phase finale

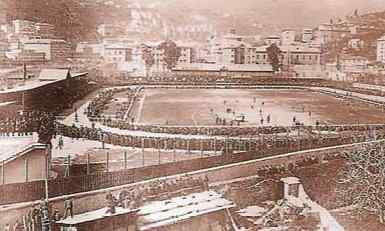
Stade Vittorio Marassi.

L'Espagne affronte le Brésil, qui est tête de série, en huitièmes de finale le 27 mai 1934 au Stade Vittorio Marassi de Gênes. L'équipe d'Espagne mène 3-0 à la demi-heure de jeu et remporte finalement la rencontre sur un score final de 3-1. Le gardien espagnol Ricardo Zamora arrête notamment un penalty tiré par Waldemar à la 62e minute.
L'équipe espagnole affronte le pays hôte en quart-de-finale le 31 mai 1934 sous une température caniculaire. L'Espagne s'appuie sur une défense solide tandis que l'Italie pratique un jeu rude et, par instant, violent. Le score au terme du temps réglementaire est de 1-1 et ne change pas au cours de la prolongation.
Le match est rejoué le 1er juin 1934. L'entraineur espagnol effectue sept changements et l'entraineur italien effectue cinq changements par rapport à la première rencontre car les organismes ont souffert de la chaleur. L'Italie s'impose 1-0 grâce à Giuseppe Meazza. L'Espagne fait preuve de malchance au cours de la partie et doit supporter la foule hostile du stade. Au terme de la rencontre, certains Espagnols pleurent de tristesse, ayant conscience de la perte de leurs espoirs de titre.

## Bilan
L'équipe d'Espagne dispute trois rencontres. Le bilan espagnol se solde par une victoire, un match nul et une défaite, quatre buts inscrits pour trois encaissés. L'Espagne marque lors de l'ensemble de ses matchs hormis lors de son quart-de-finale rejoué et concède également un but à chacun de ses matchs.
L'Espagne, quart-de-finaliste, se classe cinquième.
Le joueur Isidro Lángara termine meilleur buteur toutes phases cumulées. Il inscrit neuf buts et devance le Cubain Mario López et le Mexicain Dioniso Mejía qui marquent chacun sept buts.

## Effectif
Le sélectionneur espagnol durant la Coupe du monde est Amadeo García. Il commande un groupe de vingt-deux joueurs qui se compose de deux gardiens de but, quatre défenseurs, six milieux de terrain et dix attaquants.
| Nom                | Nom                         | Club                  | Date de naissance | J.              | Buts            |                 |                 |                 |
| Gardiens de but    | Gardiens de but             | Gardiens de but       | Gardiens de but   | Gardiens de but | Gardiens de but | Gardiens de but | Gardiens de but | Gardiens de but |
| ------------------ | --------------------------- | --------------------- | ----------------- | --------------- | --------------- | --------------- | --------------- | --------------- |
|                    | Juan José Nogués            | FC Barcelone          | 28 mars 1909      | 1               | 0               | -               | -               | -               |
|                    | Ricardo Zamora (2 matchs)   | Real Madrid           | 21 janvier 1901   | 2               | 0               | -               | -               | -               |
| Défenseurs         |                             |                       |                   |                 |                 |                 |                 |                 |
|                    | Ciriaco Errasti             | Real Madrid           | 8 août 1904       | 2               | 0               | -               | -               | -               |
|                    | Jacinto Quincoces (1 match) | Real Madrid           | 17 juillet 1905   | 3               | 0               | -               | -               | -               |
|                    | Ramon Zabalo Zubiaurre      | FC Barcelone          | 10 juin 1910      | 1               | 0               | -               | -               | -               |
|                    | Martín Marculeta            | Real Sociedad         | 24 septembre 1907 | 1               | 0               | -               | -               | -               |
| Milieux de terrain |                             |                       |                   |                 |                 |                 |                 |                 |
|                    | Hilario                     | Real Madrid           | 8 décembre 1905   | 0               | 0               | -               | -               | -               |
|                    | Leonardo Cilaurren          | Athletic Bilbao       | 5 novembre 1912   | 3               | 0               | -               | -               | -               |
|                    | José Muguerza               | Valence CF            | 15 septembre 1911 | 3               | 0               | -               | -               | -               |
|                    | José Iraragorri             | Athletic Bilbao       | 16 mars 1912      | 2               | 1               | -               | -               | -               |
|                    | Simón Lecue                 | Betis Séville         | 11 février 1912   | 2               | 0               | -               | -               | -               |
|                    | Luis Marín                  |                       | 4 septembre 1906  | 0               | 0               | -               | -               | -               |
| Attaquants         |                             |                       |                   |                 |                 |                 |                 |                 |
|                    | Crisant Bosch               | Espanyol de Barcelone | 26 décembre 1907  | 1               | 0               | -               | -               | -               |
|                    | Guillermo Campanal          | FC Séville            | 9 décembre 1912   | 1               | 0               | -               | -               | -               |
|                    | Chacho                      | Deportivo La Corogne  | 14 avril 1911     | 1               | 0               | -               | -               | -               |
|                    | Fede                        | FC Séville            | 11 mai 1908       | 1               | 0               | -               | -               | -               |
|                    | Guillermo Gorostiza         | Athletic Bilbao       | 15 février 1909   | 2               | 0               | -               | -               | -               |
|                    | Ramón de la Fuente Leal     | Athletic Bilbao       | 31 décembre 1907  | 2               | 0               | -               | -               | -               |
|                    | Isidro Lángara              | Real Oviedo           | 15 mai 1912       | 2               | 2               | -               | -               | -               |
|                    | Luis Regueiro               | Real Madrid           | 1er juillet 1908  | 2               | 1               | -               | -               | -               |
|                    | Pedro Solé                  | Espanyol de Barcelone | 7 mai 1905        | 0               | 0               | -               | -               | -               |
|                    | Martín Ventolrá             | FC Barcelone          | 16 décembre 1906  | 1               | 0               | -               | -               | -               |
| Sélectionneur      |                             |                       |                   |                 |                 |                 |                 |                 |
|                    | Amadeo García               |                       |                   |                 |                 |                 |                 |                 |